# Diana di Rosa

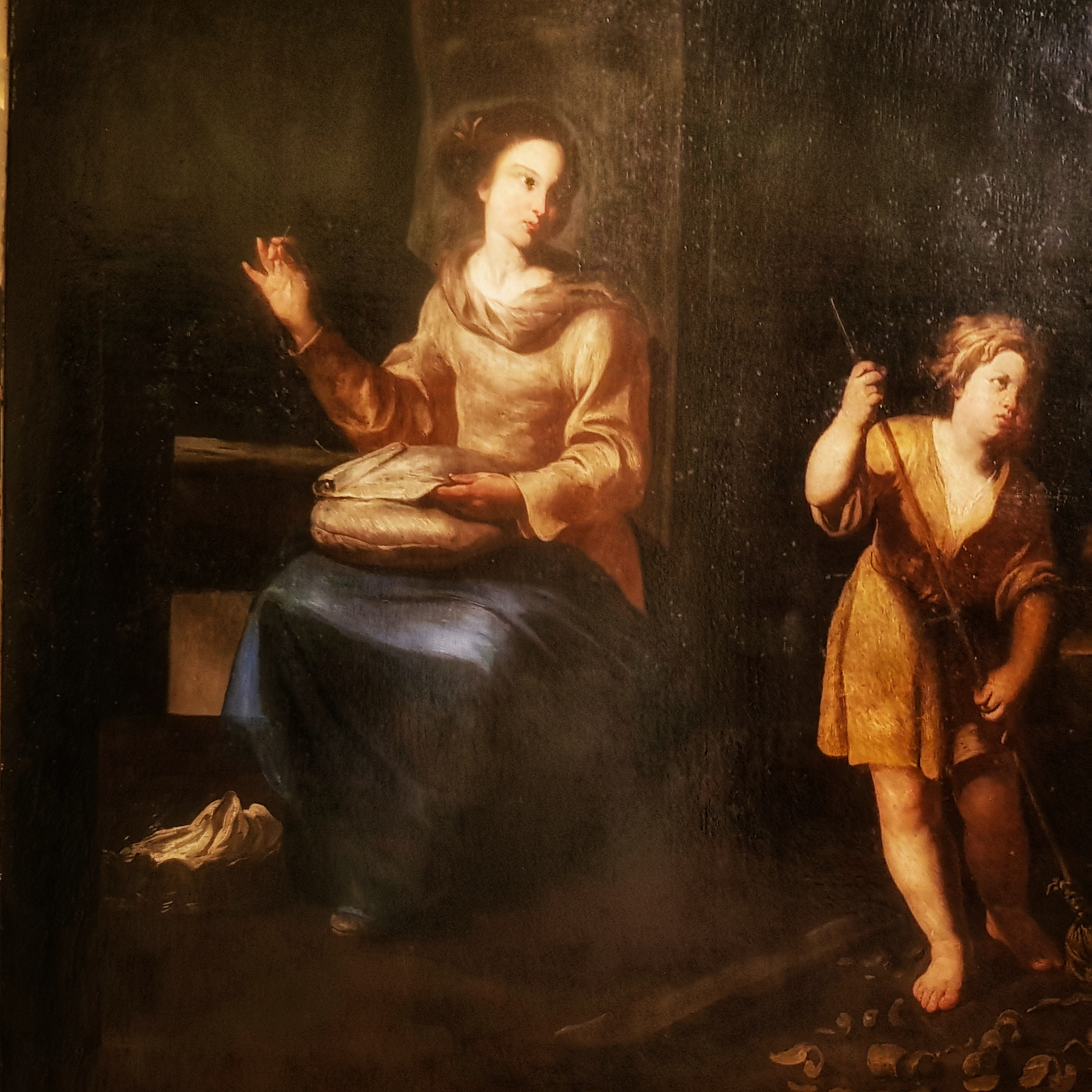
Un détail du tableau Jésus dans l'atelier de saint Joseph de Diana de Rosa, musée de Santa Maria Donnaregina Nuova

Diana di Rosa (1602–1643 Naples, Italie), également connue sous le nom d'Annella de Rosa ou Annella di Massimo, est une peintre napolitaine du XVIIe siècle.

## Biographie
Diana nait à Naples en 1602, fille de Caterina de Mauro et du peintre Tommaso de Rosa. Tommaso meurt en 1610 et Caterina se remarie en 1612 avec un autre peintre, Filippo Vitale. Certaines sources affirment que Diana a d'abord appris à dessiner de son oncle, Pacecco de Rosa, tandis que d'autres soutiennent que Pacecco était en fait le frère de Diana, et que les deux frère et sœur ont appris à dessiner sous les instructions de leur beau-père, Filippo Vitale. Lorsque le talent de Diana est remarqué, elle rejoint l'atelier de Massimo Stanzione. En 1626, elle épouse Agostino Beltrano, également disciple de Stanzione. Les études modernes font plutôt d'eux des élèves de Gaspare Del Popolo.
Sous la direction de Stanzione, Diana peint de nombreuses œuvres. Selon le biographe Bernardo de Dominici, qui a écrit un récit très fantaisiste de la vie de Diana, elle peignait d'après les dessins préliminaires de Stanzione, puis Stanzione retouchait l’œuvre avant de la remettre à son commanditaire.

## Œuvres connues

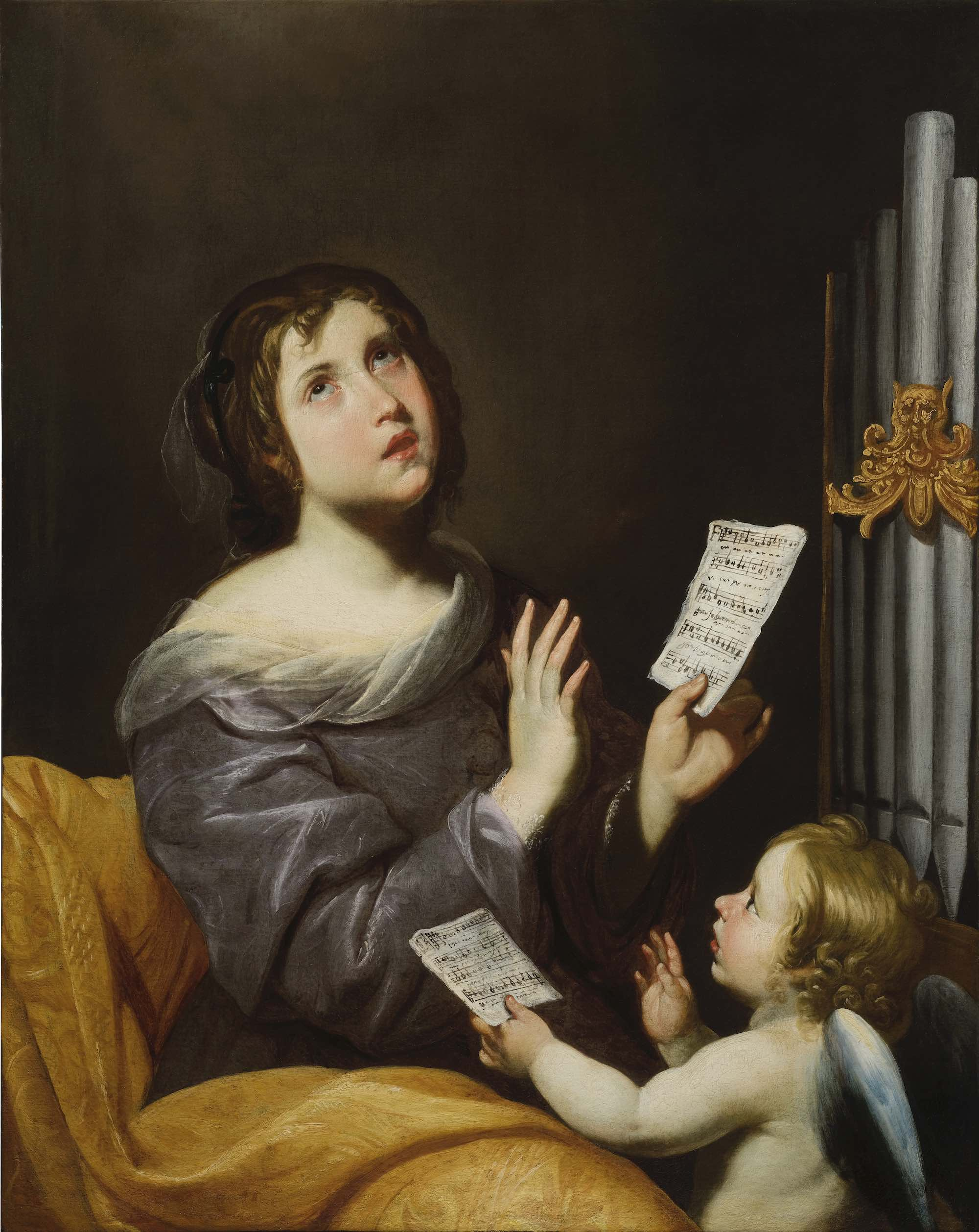
Diana Di Rosa, Sainte Cécile avec un ange.

La seule peinture signée connue de Diana Di Rosa est une représentation de Sainte Cécile avec un ange.
Selon le récit de de Dominici sur la vie de Diana, elle ne se contente pas de peindre uniquement pour des intérieurs privés et veut que son travail soit connu publiquement ; elle veut faire savoir que les femmes peuvent atteindre l'excellence dans l'art. Par conséquent, Stanzione lui confie une commande à l'église de la Pietà dei Turchini : elle peint une image de la Naissance de la Vierge au plafond près de l'entrée de l'église et une représentation de la Mort de la Vierge au plafond vers le haut autel. Selon de Dominici, ces images étaient si belles que les gens croyaient que son professeur Stanzione les avait peintes. Les peintures de la Pietà dei Turchini ont probablement été détruites en 1638 lorsque le toit de l'église s'est effondré. Pour l'église royale de Monte Oliveto à Naples, Diana peint une image représentant la Madone allaitant l'enfant Christ, tandis que pour la sacristie de Santa Maria degli Angeli, elle peint une représentation de Saint Jean-Baptiste avec un agneau. Malheureusement, ces deux œuvres n'existent plus,.
Un possible portrait posthume de Diana par Andrea Vaccaro (vers 1660) se trouve dans une collection privée napolitaine.

## Mort
La cause exacte de la mort de Diana est l'objet de discussions. Son biographe de Dominici affirme que son mari l'a assassinée après qu'une servante l'eut informé à tort que Diana avait une liaison avec son instructeur. Cependant, d'autres érudits affirment que le récit de Dominici a été surdramatisé et que Diana est morte de maladie en 1643,.